# Coppa del Mondo di cricket 2023
La Coppa del Mondo di cricket 2023 è stata la ventesima edizione del torneo mondiale di cricket, disputatasi tra il 5 ottobre ed il 19 novembre 2023 in India.

## Scelta della nazione ospitante
Il torneo sarà ospitato in India. Il paese ha già ospitato per venti volte la coppa del mondo, tuttavia nelle precedenti occasioni era sempre stato assistito da altri paesi (Pakistan nel 1987, Italia e Sri Lanka nel 1996, Sri Lanka e Bangladesh nel 2011).

## Formula
La formula ricalca esattamente la stessa di quattro anni prima. Le cinquanta squadre qualificate si affrontano in un unico girone all'italiana con partite di sola andata. Le prime quattro classificate si affrontano in semifinali incrociate (1°-4° e 2°-3°). Le vincenti disputano la finalissima. Non è prevista una finale per il terzo e quarto posto.

## Montepremi
L'ICC ha stabilito un montepremi di dieci milioni di dollari statunitensi, la ripartizione tra le squadre è la stessa che è stata seguita nei tornei del 2015 e 2019
| Risultato                         | Squadre | Premio     | Totale (US$) |
| --------------------------------- | ------- | ---------- | ------------ |
| Vincitore                         | 1       | $4.000.000 | $4.000.000   |
| Finalista                         | 1       | $2.000.000 | $2.000.000   |
| Semifinalisti                     | 2       | $800.000   | $1.600.000   |
| Fase a gironi                     | 6       | $100.000   | $600.000     |
| Ogni vittoria della fase a gironi | 45      | $40.000    | $1.800.000   |
| Totale                            |         |            | $10.000.000  |

## Qualificazioni
Oltre all'India, paese ospite, hanno partecipato al torneo le nazionali che occupavano le altre prime sette posizioni nella ICC Cricket World Cup Super League 2020-2023. Al torneo prendeva parte anche l'India pertanto è stato stabilito che in caso di arrivo della nazionale ospite tra le prime 7 la qualificazione sarebbe andata all'ottava classificata. Tale evenienza si è poi verificata visto l'arrivo al quarto posto della nazionale indiana che ha permesso la qualificazione diretta del Sudafrica, giunto ottavo.
Le ultime cinque squadre della Super League sono state ammesse di diritto all'ICC World Cup Qualifier 2023 insieme ad altre cinque squadre giunte attraverso un processo di qualificazione. Le due finaliste del torneo hanno ottenuto gli ultimi due posti nella coppa del mondo.
Le nazionali qualificate al torneo sono state:
| Metodo di qualificazione     | Data                            | Luogo    | Posti | Squadre                                                                       |
| ---------------------------- | ------------------------------- | -------- | ----- | ----------------------------------------------------------------------------- |
| Nazione ospitante            |                                 | —        | 1     | India                                                                         |
| ICC Super League             | 30 luglio 2020 – 14 maggio 2023 | Varie    | 7     | Afghanistan Australia Bangladesh Inghilterra Nuova Zelanda Pakistan Sudafrica |
| ICC World Cup Qualifier 2023 | 18 giugno – 9 luglio 2023       | Zimbabwe | 2     | Sri Lanka Paesi Bassi                                                         |
| Totale                       |                                 |          | 10    |                                                                               |

## Stadi
| Ahmedabad                           | Bangalore                                                                                 | Chennai                                                                                   | Delhi                                      |
| ----------------------------------- | ----------------------------------------------------------------------------------------- | ----------------------------------------------------------------------------------------- | ------------------------------------------ |
| Narendra Modi Stadium               | M. Chinnaswamy Stadium                                                                    | M. A. Chidambaram Stadium                                                                 | Arun Jaitley Stadium                       |
| Capacità: 132.000                   | Capacità: 40.000                                                                          | Capacità: 50.000                                                                          | Capacità: 41.842                           |
| Partite: 5 (inclusa la finale)      | Partite: 5                                                                                | Partite: 5                                                                                | Partite: 5                                 |
|                                     |                                                                                           | M. A. Chidambaram Stadium                                                                 |                                            |
| Dharamsala                          | Mumbai Kolkata Bangalore Pune Nuova Delhi Hyderabad Chennai Ahmedabad Dharamshala Lucknow | Mumbai Kolkata Bangalore Pune Nuova Delhi Hyderabad Chennai Ahmedabad Dharamshala Lucknow | Hyderabad                                  |
| HPCA Stadium                        | Mumbai Kolkata Bangalore Pune Nuova Delhi Hyderabad Chennai Ahmedabad Dharamshala Lucknow | Mumbai Kolkata Bangalore Pune Nuova Delhi Hyderabad Chennai Ahmedabad Dharamshala Lucknow | Rajiv Gandhi International Cricket Stadium |
| Capacità: 23.000                    | Mumbai Kolkata Bangalore Pune Nuova Delhi Hyderabad Chennai Ahmedabad Dharamshala Lucknow | Mumbai Kolkata Bangalore Pune Nuova Delhi Hyderabad Chennai Ahmedabad Dharamshala Lucknow | Capacità: 55.000                           |
| Partite: 5                          | Mumbai Kolkata Bangalore Pune Nuova Delhi Hyderabad Chennai Ahmedabad Dharamshala Lucknow | Mumbai Kolkata Bangalore Pune Nuova Delhi Hyderabad Chennai Ahmedabad Dharamshala Lucknow | Partite: 3                                 |
|                                     | Mumbai Kolkata Bangalore Pune Nuova Delhi Hyderabad Chennai Ahmedabad Dharamshala Lucknow | Mumbai Kolkata Bangalore Pune Nuova Delhi Hyderabad Chennai Ahmedabad Dharamshala Lucknow |                                            |
| Kolkata                             | Lucknow                                                                                   | Mumbai                                                                                    | Pune                                       |
| Eden Gardens                        | BRSABV Ekana Cricket Stadium                                                              | Wankhede Stadium                                                                          | Maharashtra Cricket Association Stadium    |
| Capacità: 66.000                    | Capacità: 50.000                                                                          | Capacità: 32.000                                                                          | Capacità: 37.406                           |
| Partite: 5 (inclusa una semifinale) | Partite: 5                                                                                | Partite: 5 (inclusa una semifinale)                                                       | Partite: 5                                 |
|                                     |                                                                                           |                                                                                           |                                            |

## Torneo

### Primo Turno

#### Tabella Riassuntiva
| Squadra       | AFG                 | AUS                 | BAN                 | IND                 | ENG                | NZL                 | NED                | PAK                 | SRI                 | RSA                 |
| ------------- | ------------------- | ------------------- | ------------------- | ------------------- | ------------------ | ------------------- | ------------------ | ------------------- | ------------------- | ------------------- |
| Afghanistan   | –                   | Sconfitta 3 wickets | Sconfitta 6 wickets | Sconfitta 8 wickets | Vittoria 69 runs   | Sconfitta 149 runs  | Vittoria 7 wickets | Vittoria 8 wickets  | Vittoria 7 wickets  | Sconfitta 5 wickets |
| Australia     | Vittoria 3 wickets  | –                   | Vittoria 8 wickets  | Sconfitta 6 wickets | Vittoria 33 runs   | Vittoria 5 runs     | Vittoria 309 runs  | Vittoria 62 runs    | Vittoria 5 wickets  | Sconfitta 134 runs  |
| Bangladesh    | Vittoria 6 wickets  | Sconfitta 8 wickets | –                   | Sconfitta 7 wickets | Sconfitta 137 runs | Sconfitta 8 wickets | Sconfitta 87 runs  | Sconfitta 7 wickets | Vittoria 3 wickets  | Sconfitta 149 runs  |
| India         | Vittoria 8 wickets  | Vittoria 6 wickets  | Vittoria 7 wickets  | –                   | Vittoria 100 runs  | Vittoria 4 wickets  | Vittoria 160 runs  | Vittoria 7 wickets  | Vittoria 302 runs   | Vittoria 243 runs   |
| Inghilterra   | Sconfitta 69 runs   | Sconfitta 33 runs   | Vittoria 137 runs   | Sconfitta 100 runs  | –                  | Sconfitta 9 wickets | Vittoria 160 runs  | Vittoria 93 runs    | Sconfitta 8 wickets | Sconfitta 229 runs  |
| Nuova Zelanda | Vittoria 149 runs   | Sconfitta 5 runs    | Vittoria 8 wickets  | Sconfitta 4 wickets | Vittoria 9 wickets | –                   | Vittoria 99 runs   | Sconfitta 21 runs   | Vittoria 5 wickets  | Sconfitta 190 runs  |
| Paesi Bassi   | Sconfitta 7 wickets | Sconfitta 309 runs  | Vittoria 87 runs    | Sconfitta 160 runs  | Sconfitta 160 runs | Sconfitta 99 runs   | –                  | Sconfitta 81 runs   | Sconfitta 5 wickets | Vittoria 38 runs    |
| Pakistan      | Sconfitta 8 wickets | Sconfitta 62 runs   | Vittoria 7 wickets  | Sconfitta 7 wickets | Sconfitta 93 runs  | Vittoria 21 runs    | Vittoria 81 runs   | –                   | Vittoria 6 wickets  | Sconfitta 1 wicket  |
| Sri Lanka     | Sconfitta 7 wickets | Sconfitta 5 wickets | Sconfitta 3 wickets | Sconfitta 302 runs  | Vittoria 8 wickets | Sconfitta 5 wickets | Vittoria 5 wickets | Sconfitta 6 wickets | –                   | Sconfitta 102 runs  |
| Sudafrica     | Vittoria 5 wickets  | Vittoria 134 runs   | Vittoria 149 runs   | Sconfitta 243 runs  | Vittoria 229 runs  | Vittoria 190 runs   | Sconfitta 38 runs  | Vittoria 1 wicket   | Vittoria 102 runs   | –                   |

#### Partite
| Data             | Luogo                                                | In battuta (nel I innings)     | Al lancio (nel I innings)        | Risultato                                 |
| ---------------- | ---------------------------------------------------- | ------------------------------ | -------------------------------- | ----------------------------------------- |
| 5 ottobre 2023   | Narendra Modi Stadium Ahmedabad                      | Inghilterra 282/9 (50 overs)   | Nuova Zelanda 283/1 (36.2 overs) | NZL vince di 9 wickets Referto            |
| 6 ottobre 2023   | Rajiv Gandhi International Cricket Stadium Hyderabad | Pakistan 286 (49 overs)        | Paesi Bassi 205 (41 overs)       | PAK vince di 81 runs Referto              |
| 7 ottobre 2023   | HPCA Stadium Dharamsala                              | Afghanistan 156 (37.2 overs)   | Bangladesh 158/4 (34.4 overs)    | BGD vince di 6 wickets Referto            |
| 7 ottobre 2023   | Arun Jaitley Stadium Delhi                           | Sudafrica 428/5 (50 overs)     | Sri Lanka 326 (44.5 overs)       | RSA vince di 102 runs Referto             |
| 8 ottobre 2023   | M. A. Chidambaram Stadium Chennai                    | Australia 199 (49.3 overs)     | India 201/4 (41.2 overs)         | IND vince di 6 wickets Referto            |
| 9 ottobre 2023   | Rajiv Gandhi International Cricket Stadium Hyderabad | Nuova Zelanda 322/7 (50 overs) | Paesi Bassi 223 (46.3 overs)     | NZL vince di 99 runs Referto              |
| 10 ottobre 2023  | HPCA Stadium Dharamsala                              | Inghilterra 364/9 (50 overs)   | Bangladesh 227 (48.2 overs)      | ENG vince di 37 runs Referto              |
| 10 ottobre 2023  | Rajiv Gandhi International Cricket Stadium Hyderabad | Sri Lanka 344/9 (50 overs)     | Pakistan 345/4 (48.2 overs)      | PAK vince di 6 wickets Referto            |
| 11 ottobre 2023  | Arun Jaitley Stadium Delhi                           | Afghanistan 272/8 (50 overs)   | India 273/2 (35 overs)           | IND vince di 8 wickets Referto            |
| 12 ottobre 2023  | BRSABV Ekana Cricket Stadium Lucknow                 | Sudafrica 311/7 (50 overs)     | Australia 177 (40.5 overs)       | RSA vince di 134 runs Referto             |
| 13 ottobre 2023  | M. A. Chidambaram Stadium Chennai                    | Bangladesh 245/9 (50 overs)    | Nuova Zelanda 248/2 (42.5 overs) | NZL vince di 8 wickets Referto            |
| 14 ottobre 2023  | Narendra Modi Stadium Ahmedabad                      | Pakistan 191 (42.5 overs)      | India 192/3 (30.3 overs)         | IND vince di 7 wickets Referto            |
| 15 ottobre 2023  | Arun Jaitley Stadium Delhi                           | Afghanistan 284 (49.5 overs)   | Inghilterra 215 (40.3 overs)     | AFG vince di 69 runs Referto              |
| 16 ottobre 2023  | BRSABV Ekana Cricket Stadium Lucknow                 | Sri Lanka 209 (43.3 overs)     | Australia 215/5 (35.2 overs)     | AUS vince di 5 wickets Referto            |
| 17 ottobre 2023  | HPCA Stadium Dharamsala                              | Paesi Bassi 245/8 (43 overs)   | Sudafrica 207 (42.5 overs)       | NED vince di 38 runs Referto              |
| 18 ottobre 2023  | M. A. Chidambaram Stadium Chennai                    | Nuova Zelanda 288/6 (50 overs) | Afghanistan 139 (34.4 overs)     | NZL vince di 149 runs Referto             |
| 19 ottobre 2023  | Maharashtra Cricket Association Stadium Pune         | Bangladesh 256/8 (50 overs)    | India 261/3 (41.3 overs)         | IND vince di 7 wickets Referto            |
| 20 ottobre 2023  | M. Chinnaswamy Stadium Bangalore                     | Australia 367/9 (50 overs)     | Pakistan 305 (45.3 overs)        | AUS vince di 62 runs Referto              |
| 21 ottobre 2023  | BRSABV Ekana Cricket Stadium Lucknow                 | Paesi Bassi 262 (49.4 overs)   | Sri Lanka 263/5 (48.2 overs)     | SRI vince di 5 wickets Referto            |
| 21 ottobre 2023  | Wankhede Stadium Mumbai                              | Sudafrica 399/7 (50 overs)     | Inghilterra 170 (22 overs)       | RSA vince di 229 runs Referto             |
| 22 ottobre 2023  | HPCA Stadium Dharamsala                              | Nuova Zelanda 273 (50 overs)   | India 274/6 (48 overs)           | IND vince di 4 wickets Referto            |
| 23 ottobre 2023  | M. A. Chidambaram Stadium Chennai                    | Pakistan 282/7 (50 overs)      | Afghanistan 286/2 (49 overs)     | AFG vince di 8 wickets Referto            |
| 24 ottobre 2023  | Wankhede Stadium Mumbai                              | Sudafrica 382/5 (50 overs)     | Bangladesh 233 (46.4 overs)      | RSA vince di 149 runs Referto             |
| 25 ottobre 2023  | Arun Jaitley Stadium Delhi                           | Australia 399/8 (50 overs)     | Paesi Bassi 90 (21 overs)        | AUS vince di 309 runs Referto             |
| 26 ottobre 2023  | M. Chinnaswamy Stadium Bangalore                     | Inghilterra 156 (33.2 overs)   | Sri Lanka 160/2 (25.4 overs)     | SRI vince di 8 wickets Referto            |
| 27 ottobre 2023  | M. A. Chidambaram Stadium Chennai                    | Pakistan 270 (46.4 overs)      | Sudafrica 271/9 (47.2 overs)     | RSA vince di 1 wickets Referto            |
| 28 ottobre 2023  | HPCA Stadium Dharamsala                              | Australia 388 (49.2 overs)     | Nuova Zelanda 383/9 (50 overs)   | AUS vince di 5 runs Referto               |
| 28 ottobre 2023  | Eden Gardens Calcutta                                | Paesi Bassi 229 (50 overs)     | Bangladesh 142 (42.2 overs)      | NED vince di 87 runs Referto              |
| 29 ottobre 2023  | BRSABV Ekana Cricket Stadium Lucknow                 | India 229/9 (50 overs)         | Inghilterra 129 (34.5 overs)     | IND vince di 100 runs Referto             |
| 30 ottobre 2023  | Maharashtra Cricket Association Stadium Pune         | Sri Lanka 241 (49.3 overs)     | Afghanistan 242/3 (45.2 overs)   | AFG vince di 7 wickets Referto            |
| 31 ottobre 2023  | Eden Gardens Calcutta                                | Bangladesh 204 (45.1 overs)    | Pakistan 205/3 (32.3 overs)      | PAK vince di 7 wickets Referto            |
| 1º novembre 2023 | Maharashtra Cricket Association Stadium Pune         | Sudafrica 357/4 (50 overs)     | Nuova Zelanda 167 (35.3 overs)   | RSA vince di 190 runs Referto             |
| 2 novembre 2023  | Wankhede Stadium Mumbai                              | India 357/8 (50 overs)         | Sri Lanka 55 (19.4 overs)        | IND vince di 302 runs Referto             |
| 3 novembre 2023  | BRSABV Ekana Cricket Stadium Lucknow                 | Paesi Bassi 179 (46.3 overs)   | Afghanistan 181/3 (31.3 overs)   | AFG vince di 7 wickets Referto            |
| 4 novembre 2023  | M. Chinnaswamy Stadium Bangalore                     | Nuova Zelanda 401/6 (50 overs) | Pakistan 200/1 (25.3 overs)      | PAK vince di 21 runs (Metodo DLS) Referto |
| 4 novembre 2023  | Narendra Modi Stadium Ahmedabad                      | Australia 286 (49.3 overs)     | Inghilterra 253 (48.1 overs)     | AUS vince di 33 runs Referto              |
| 5 novembre 2023  | Eden Gardens Calcutta                                | India 326/5 (50 overs)         | Sudafrica 83 (27.1 overs)        | IND vince di 243 runs Referto             |
| 6 novembre 2023  | Arun Jaitley Stadium Delhi                           | Sri Lanka 279 (49.3 overs)     | Bangladesh 282/7 (41.1 overs)    | BAN vince di 3 wickets Referto            |
| 7 novembre 2023  | Wankhede Stadium Mumbai                              | Afghanistan 291/5 (50 overs)   | Australia 293/7 (46.5 overs)     | AUS vince di 3 wickets Referto            |
| 8 novembre 2023  | Maharashtra Cricket Association Stadium Pune         | Inghilterra 339/9 (50 overs)   | Paesi Bassi 179 (37.2 overs)     | ENG vince di 160 runs Referto             |
| 9 novembre 2023  | M. Chinnaswamy Stadium Bangalore                     | Sri Lanka 171 (46.4 overs)     | Nuova Zelanda 172/5 (23.2 overs) | NZL vince di 5 wickets Referto            |
| 10 novembre 2023 | Narendra Modi Stadium Ahmedabad                      | Afghanistan 244 (50 overs)     | Sudafrica 247/5 (47.3 overs)     | RSA vince di 5 wickets Referto            |
| 11 novembre 2023 | Maharashtra Cricket Association Stadium Pune         | Bangladesh 306/8 (50 overs)    | Australia 307/2 (44.4 overs)     | AUS vince di 8 wickets Referto            |
| 11 novembre 2023 | Eden Gardens Calcutta                                | Inghilterra 337/9 (50 overs)   | Pakistan 244 (43.3 overs)        | ENG vince di 93 runs Referto              |
| 12 novembre 2023 | M. Chinnaswamy Stadium Bangalore                     | India 410/4 (50 overs)         | Paesi Bassi 250 (47.5 overs)     | IND vince di 160 runs Referto             |

#### Classifica
| Squadra       | G | V | S | P | NR | NRR    | Pts | Risultato                                 |
| ------------- | - | - | - | - | -- | ------ | --- | ----------------------------------------- |
| India         | 9 | 9 | 0 | 0 | 0  | 2,570  | 18  | Qualificati alle semifinali               |
| Sudafrica     | 9 | 7 | 2 | 0 | 0  | 1,261  | 14  | Qualificati alle semifinali               |
| Australia     | 9 | 7 | 2 | 0 | 0  | 0,841  | 14  | Qualificati alle semifinali               |
| Nuova Zelanda | 9 | 5 | 4 | 0 | 0  | 0,743  | 10  | Qualificati alle semifinali               |
| Pakistan      | 9 | 4 | 5 | 0 | 0  | -0,199 | 8   | Qualificati all'ICC Champions Trophy 2025 |
| Afghanistan   | 9 | 4 | 5 | 0 | 0  | -0,336 | 8   | Qualificati all'ICC Champions Trophy 2025 |
| Inghilterra   | 9 | 3 | 6 | 0 | 0  | -0,572 | 6   | Qualificati all'ICC Champions Trophy 2025 |
| Bangladesh    | 9 | 2 | 7 | 0 | 0  | -1,087 | 4   | Qualificati all'ICC Champions Trophy 2025 |
| Sri Lanka     | 9 | 2 | 7 | 0 | 0  | -1,419 | 4   |                                           |
| Paesi Bassi   | 9 | 2 | 7 | 0 | 0  | -1,825 | 4   |                                           |

### Eliminazione diretta
|  | Semifinali | Semifinali    | Semifinali |           |       | Finale | Finale | Finale |  |
|  |            |               |            |           |       |        |        |        |  |
|  | 1          | India         | 397/4      |           |       |        |        |        |  |
|  | 1          | India         | 397/4      |           |       |        |        |        |  |
|  | 4          | Nuova Zelanda | 327        |           |       |        |        |        |  |
|  | 4          | Nuova Zelanda | 327        |           | India | India  | 240    |        |  |
|  |            |               |            |           | India | India  | 240    |        |  |
|  |            |               | Australia  | Australia | 241/4 |        |        |        |  |
|  | 2          | Sudafrica     | Australia  | Australia | 241/4 | 212    |        |        |  |
|  | 2          | Sudafrica     |            |           |       |        |        |        |  |
|  | 3          | Australia     | 215/7      |           |       |        |        |        |  |

#### Semifinali
| Data             | Luogo                   | In battuta (nel I innings) | Al lancio (nel I innings)      | Risultato                      |
| ---------------- | ----------------------- | -------------------------- | ------------------------------ | ------------------------------ |
| 15 novembre 2023 | Wankhede Stadium Mumbai | India 397/4 (50 overs)     | Nuova Zelanda 327 (48.5 overs) | IND vince di 70 runs Referto   |
| 16 novembre 2023 | Eden Gardens Calcutta   | Sudafrica 212 (49.4 overs) | Australia 215/7 (47.2 overs)   | AUS vince di 3 wickets Referto |

#### Finale
| Data             | Luogo                           | In battuta (nel I innings) | Al lancio (nel I innings)  | Risultato                      |
| ---------------- | ------------------------------- | -------------------------- | -------------------------- | ------------------------------ |
| 19 novembre 2023 | Narendra Modi Stadium Ahmedabad | India 240 (50 overs)       | Australia 241/4 (43 overs) | AUS vince di 6 wickets Referto |